# Ba Ria-Vung Tau
Ba Ria-Vung Tau (vietnamita: Bà Rịa-Vũng Tàu) é uma província do Vietnã. A sua capital é Vung Tau.